# Эскапизм

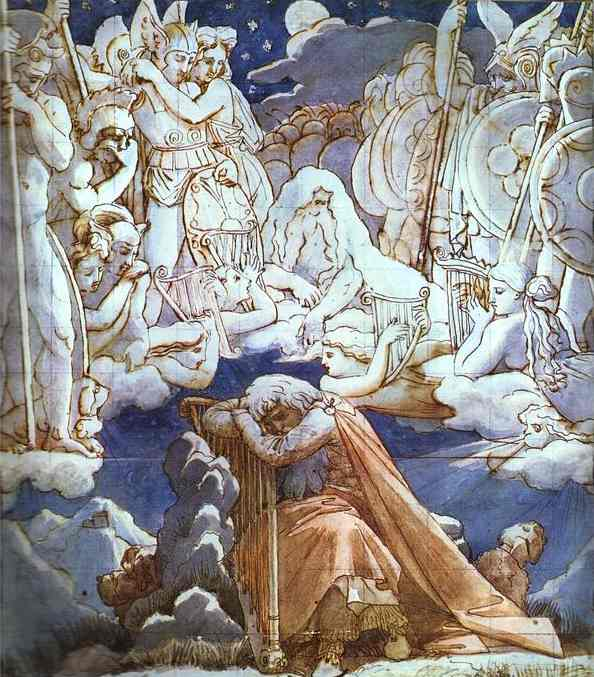
«Грёзы Оссиана». Худ. Ж. Энгр, 1811—1813 годы

Эскапи́зм, эскепизм, эскейпизм (англ. escape — «сбежать, спастись») — избегание неприятного, скучного в жизни, особенно путём чтения, размышлений и прочей более интересной деятельности; уход от реальности в инобытие, инореальность, иномирие; бегство от действительности.

## История
В 1939 году английское слово escapism («эскапизм») впервые появилось в словаре английского языка Webster’s New International Dictionary. Начиная с 1960-х годов в большинстве англоязычных словарей в качестве одного из официальных значений глагола «бегство» (escape) закрепляется «бегство от реальности» или схожие определения.
Слово восходит корнями к старофр. eschaper, сформировавшемуся на базе средневековых латинских составляющих ex- «из»+ cappa «плащ» (вероятно, имелось в виду «освободиться от одежды», «раскутаться»).

## Описание
Понятие «эскапизм» используется при описании явлений в культуре, социологии, литературе, психологии и психиатрии. В каждой из этих дисциплин его определяют по-своему, но в целом оно рассматривается как уход или бегство, независимо от уточнений куда и откуда.
Любая активная деятельность (карьера, искусство, спорт, мода, ролевые игры, секс, религия и т. д.) может стать способом эскапизма, если человек использует её в качестве компенсации неразрешённых личных или социальных, общественных или политических проблем. Способом эскапизма может стать и пассивная деятельность (просмотр фильмов, чтение книг, видеоигры, опьянение, медитация и т. д.). Эскапизм может проявляться в виде физического ухода от мира (в глухие деревни, труднодоступные регионы), так и без этого — когда при отсутствии изоляции от общества человек перестаёт проявлять интерес к известным ему и принятым в обществе ценностям, предпочитая мир своих грёз.

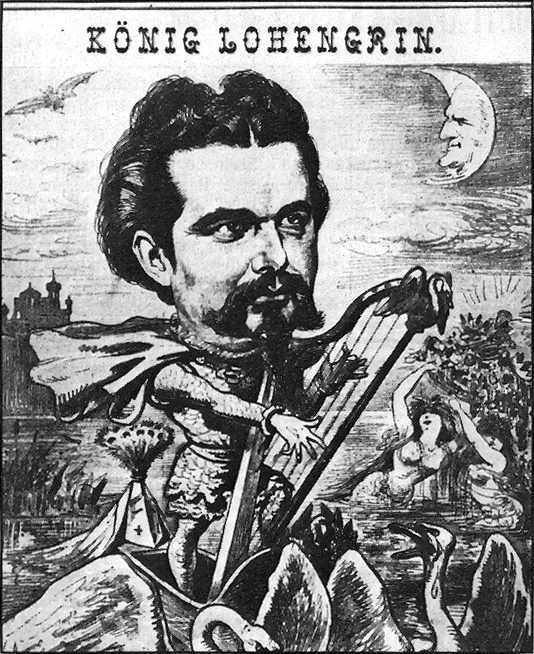
Короля Людвига Баварского считали безумным за то, что он «сбегал» в волшебный мир опер Вагнера. Карикатура изображает его в роли Лоэнгрина

Эскапизм не является болезнью и не занесён ни в какие медицинские справочники, хотя, будучи доведён до крайности сторонними причинами, может стать навязчивым стремлением (например, крайний эскапизм короля Людвига II Баварского был признан следствием психического расстройства, а у основателя группы Pink Floyd Сида Баррета вызван злоупотреблением ЛСД). В психиатрии существует понятие аутизма — когда личность уходит в мир фантазий и теряет возможность различать реальность и фантазии. Эта крайняя форма ухода от реальности — симптом психического расстройства. С другой стороны, в умеренной форме эскапизм является родом рекреации и может помогать пережить стресс.

Писатель и литературовед Джон Р. Р. Толкин в своих трудах рассматривал бегство от реальности во «вторичные миры», порождённые воображением и литературой, как явление сугубо положительное, дающее утешение и удовлетворение. Он считал, что «бегству» в литературе служат счастливые финалы и неожиданные спасения героев. В своих книгах он воплощал эти идеи, и по сей день многие поклонники Толкина (толкинисты) «переселяются» в вымышленный им мир, отождествляя себя с персонажами. Толкин писал:
«Я считаю, что бегство от действительности — одна из основных функций волшебной сказки, и поскольку я одобрительно отношусь ко всем её функциям, то, естественно, не согласен с тем жалостливым и презрительным тоном, которым слово „эскейпизм“ часто произносят… Мысль о том, что автомобили „более живые“, чем, например, кентавры и драконы, весьма удивительна. А представление, что они „более реальны“, чем, например, лошади, настолько абсурдно, что вызывает сожаление. Воистину, как реальна, как изумительно жива фабричная труба по сравнению с вязом — жалким, устаревшим, предметом нежизнеспособных мечтаний „эскейписта“!»
Друг Толкина Клайв Льюис, соглашаясь с ним, добавлял, что «сбегают» обычно из тюрьмы, каковой для людей творческих является обыденность.
В современном мире новые технологии и массовая культура дают огромное множество способов бегства от реальности: видеоигры, интернет, виртуальная реальность, кино, телевидение. Особый интерес психологов и социологов вызывает феномен онлайновых ролевых игр, в которых игроки полностью погружаются в вымышленный мир.

## Эскапизм в психологии
Зигмунд Фрейд считал эскапическое фантазирование неотъемлемым элементом жизни человека: «Жизнь, как она нам дана, слишком тяжела для нас, она нам приносит слишком много боли, разочарований, неразрешимых проблем. Для того чтобы вынести такую жизнь, мы не можем обойтись без средств, дающих нам облегчение („Без вспомогательных конструкций не обойтись“, — сказал Теодор Фонтане)».
В отечественной науке традиция исследования эскапизма насчитывает более ста лет, хотя сам термин имеет иностранное происхождение и вошёл в практику только в 1960-е годы. Однако практически тождественное по смыслу понятие об «уходе или побеге от действительности» используется с начала XX века, что позволяет отождествить его с синонимичным зарубежным термином «эскапизм».:54 К примеру, С. Л. Рубинштейн считал важным различать пустую «мечтательность», назначение которой — заслонить от реальных дел, и действенное воображение, образы которого служат толчком к поступкам и получают воплощение в творческой работе.
Ещё ближе к современному пониманию эскапизма подошёл Риваз Натадзе, исследуя роль фантазии в формировании побудительной установки. В своей статье «Воображение как фактор поведения» он использует, в частности, такие определения как «отлёт от действительности» и «создание нового образа». В последнем случае рассматривается мотивация к творческому преобразованию окружающего мира, а в первом — бегство во внутренний мир фантазий. По мнению Натадзе, подобное поведение в духе Дон Кихота, можно признать находящимся за гранью нормы, поскольку субъект воспринимает иллюзорные образы не менее значимыми, чем реальные.

## Эскапизм в педагогике
В педагогике эскапизм — поведение, характеризующееся необычными поступками, как правило не соответствующими общепринятым нормам. При этом эскапизм следует отличать от эпатажа личности: эпатаж направлен на то, чтобы выделиться из толпы, зачастую ради протеста, и сопровождается эффектами неожиданности и непредсказуемости. В отличие от данного поведения, эскапизм может происходить в пассивной форме (избегание, отчуждённость, уход) и основан на определённых устойчивых установках личности.